# 武装警察第114師団
武装警察第114師団（武警第114师）は、中国人民武装警察部隊の師団の1つ。

## 歴史
東北軍起義部隊の新111師を前身とし、後に八路軍山東軍区濱海支隊に改編された。
- 1945年8月 - 山東軍区東北挺身縦隊第1支隊に編入され、後に東北人民自治軍東北挺身縦隊第1支隊に改称された。
- 1946年1月 - 東北民主連軍第7縦隊第19旅に改称
- 1946年8月 - 東北民主連軍第1縦隊第3師団に改編
- 1947年 - 東北野戦軍第1縦隊第3師に改称
- 1948年11月 - 第38軍第114師に改称
- 1996年10月 - 武警第114師に改編

## 編制
- 第340連隊（8641部隊）
- 第341連隊（8642部隊）
- 第342連隊（8643部隊） - 河北省定州
- 第703連隊（8644部隊）
- 第704連隊（8645部隊） - 河北省正定